# 永井博 (イラストレーター)

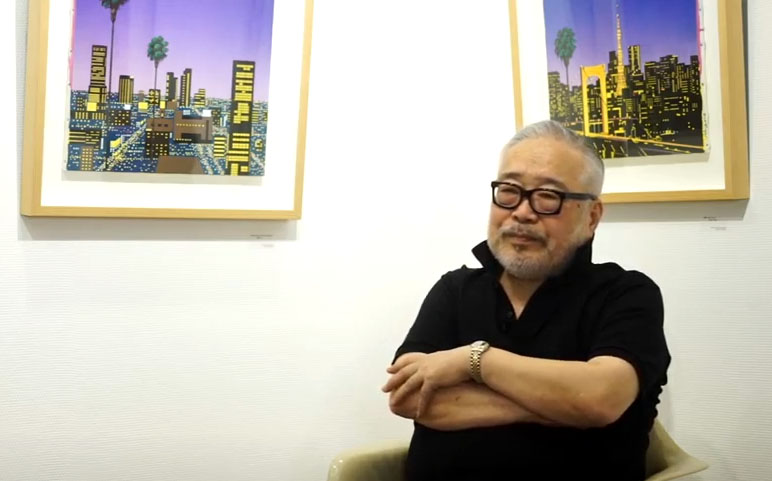
作品と共に。2020年撮影

永井 博（ながい ひろし、1947年12月22日 - ）は、日本のイラストレーター、グラフィックデザイナーである。

## 略歴
徳島県徳島市出身。1970年からグラフィックデザイナーとして仕事を始め、1973年夏にアメリカへ40日間の旅行に出掛け、1974年にグアム島へ旅して風景に感銘を受け、以降の作風の原点となった。1975年からイラストレーターの湯村輝彦より指導を受け、1978年に独立する。1980年代以降に、大瀧詠一の『A LONG VACATION』、『NIAGARA SONG BOOK』などのレコードジャケットに代表されるトロピカルでクリアな風景イラストレーションを手がける。『A LONG VACATION』のジャケットは、CBSソニーより「アルバムジャケット特別賞」としてゴールドディスクを受賞した。
大瀧のレコードジャケットによって独自の地位を築き、その他、サザンオールスターズ、松岡直也、石黒ケイ、藤原ヒロシと川辺ヒロシ、憂歌団、杉山清貴、西城秀樹など、多くのアーティストのレコード・CDジャケットを手掛ける。近年はAORのコンピレーション『breeze』シリーズ、ikkubaru『Amusement Park』、『brighter』、TEEN RUNNINGS『NOW』、サニーデイ・サービス『DANCE TO YOU』のジャケットのアートワークを担当した。Zoffの2016年サングラスキャンペーン、SUBARU WRX S4のテレビCMもイラストを起用した。2016年単独の展覧会「Penguin's Vacation Restaurant」を東京の「CAY」と大阪の「digmeout ART & DINER」で開催し、その他の主な展覧会に「HIROSHI NAGAI EXHIBITION 永井博アート展」（東急百貨店本店、2014年）がある。

## 出版物
- 『A LONG VACATION』CBSソニー出版、1979年。
- 『HALATION』CBSソニー出版、1981年。
- 『NIAGARA SONGBOOK』小学館、1982年。
- 『time goes by… 永井博作品集』ぶんか社、2008年。のち復刊ドットコム、2017年。

## 主な作品

### ジャケットデザイン
- 大滝詠一
  - 『A LONG VACATION』1981年
  - 「君は天然色」
  - 「恋するカレン」
  - 「さらばシベリア鉄道」
  - 「雨のウェンズデイ」
  - 『NIAGARA SONG BOOK』1982年
- 西城秀樹[1][2]
  - 「New York Girl」
- 杉山清貴
  - 『RHYTHM FROM THE OCEAN』1995年
- サザンオールスターズ
  - 「いなせなロコモーション」
  - 「ジャズマン」
  - 「わすれじのレイド・バック」
- ゴスペラッツ
  - 『ゴスペラッツ』2006年
- ヒダカトオルとフェッドミュージック
  - 『REPLICA』
- ジャンク フジヤマ
  - 「あの空の向こうがわへ」
  - 「PROUD/EGAO」
  - 「シェダル」
  - 『JUNK SCAPE』
- サニーデイ・サービス
  - 『DANCE TO YOU』
- AAA
  - 「No Way Back」
- DEEN
  - 「POP IN CITY ～for covers only～」
  - 「TWILIGHT IN CITY ～for lovers only～」
- SING LIKE TALKING
  - 『Reveal SING LIKE TALKING on VINYL Vol.1』（2020年7月15日 LP:MHJL 158）[3]

### メインビジュアル
- タリオ 復讐代行の2人（2020年10月9日 - 、NHK） - 作中に登場するイラストを担当。永井は第1話の絵画納入業者としてカメオ出演も果たしている。

## 広告
- ビッグジョン「80年型ロックンロール・ジーンズ」(大滝詠一の「ビッグジョンtypeB」 が使われたCM、1980年3月)
- 柳屋本店「4711ポーチュガル」（2019年10月）
- 宮崎カーフェリー 新造船プロモーション「シンセン!新船!」（2021年10月）
- 赤城乳業「フロリダサンデー」（2022年3月）